# Trisetum alpestre
Trisetum alpestre är en gräsart som först beskrevs av Nicolaus Thomas Host, och fick sitt nu gällande namn av Ambroise Marie François Joseph Palisot de Beauvois. Trisetum alpestre ingår i släktet glanshavren, och familjen gräs. Inga underarter finns listade i Catalogue of Life.